# كفر عثمان عفت
قرية كفر عثمان عفت هي إحدى القرى التابعة لمركز منيا القمح في محافظة الشرقية في جمهورية مصر العربية. حسب إحصاءات سنة 2006، بلغ إجمالي السكان في كفر عثمان عفت 814 نسمة، منهم 439 رجل و375 امرأة.